# Червонный Яр
Червонный Яр — поселок в Стародубском муниципальном округе Брянской области.

## География
Находится в южной части Брянской области на расстоянии приблизительно 1 км по прямой на запад от районного центра города Стародуб.

## История
Упоминался с 1926 года. На карте 1941 года обозначен как Червонный Яр (совхоз плодоовощной). До 2019 года входил в состав Мохоновского сельского поселения, с 2019 по 2021 в состав Запольскохалеевичского сельского поселения Стародубского района до их упразднения.

## Население
Численность населения: 60 человек (1926 год, приблизительно), 21 в 2002 году (русские 100 %), 12 в 2010.